# Lester Powell
Pour les articles homonymes, voir Powell.
Lester Powell (1912-1993) est un scénariste et un auteur britannique de roman policier.

## Biographie
Il est successivement employé dans une boutique de rideaux, sur une ferme d’aviculture, et dans un bureau de dessinateur, avant de faire du journalisme. Pendant la Deuxième Guerre mondiale, il sert dans le Royal Army Medical Corps et se rend en France dès les premiers mois du conflit. Blessé à la bataille de Dunkerque en mai 1940, il est réformé et regagne l’Angleterre, où il est reporter pour divers journaux, dont le Daily Express et le News Chronicle. Il collabore également pendant cette période au service des émissions européennes et outre-atlantiques de la BBC.
Toujours pour la BBC, il crée en 1947 la série radiophonique policière mettant en vedette le détective privé Philip Odell. Le succès populaire de la série ne se dément pas jusqu’en 1961. Lester Powell accorde également à son héros cinq romans et une nouvelle, en plus d’autoriser une adaptation cinématographique, Lady in the Fog (1952), réalisée par Sam Newfield pour le compte des studios Hammer. Philipp Odell y est incarné par Cesar Romero, alors que c’est l’acteur canadien Robert Beatty qui prête sa voix au héros dans le feuilleton radiophonique.
Lester Powell a également signé plusieurs scéanarios pour des épisodes de plusieurs séries télévisées britanniques, telles Styker of the Yard et Chapeau melon et bottes de cuir.

## Œuvre

### Romans

#### SériePhilip Odell
- A Count of Six (1948)
- Shadow Play (1949)
- Spot the Lady (1950)
- Still of Night (1952) Publié en français sous le titre Dans la nuit calme, Paris, Librairie des Champs-Élysées, Le Masque no 504, 1955
- The Black Casket (1953) Publié en français sous le titre La Cassette noire, Paris, Librairie des Champs-Élysées, Le Masque no 495, 1955

#### Autre roman policier
- The Big M (1973)

### Nouvelle de la sériePhilip Odell
- The Temptation of Philip Odell (1952)

## Adaptation cinématographique
- 1952 : Lady in the Fog de Sam Newfield, avec Cesar Romero et Lois Maxwell.

## Sources
- Jacques Baudou et Jean-Jacques Schleret, Le Vrai Visage du Masque, vol. 1, Paris, Futuropolis, 1984, 476 p. (OCLC 311506692), p. 347-348.